# ヒシカラスザメ
ヒシカラスザメ Etmopterus virens はカラスザメ科に属する深海性のサメの一種。西部大西洋の上部大陸斜面に分布する。全長26cm。細長い体と尾を持ち、皮歯は円錐形。背面は暗褐色、腹面は黒。発光器を持ち、カウンターイルミネーションやコミュニケーションに用いる。群れで頭足類を捕食する。無胎盤性胎生で産仔数1-3。IUCNは保全状況を軽度懸念としている。

## 分類
1953年、Henry B. Bigelow・William C. Schroeder・Stewart SpringerによってBulletin of the Museum of Comparative Zoology at Harvard Universityにおいて記載された。タイプ標本はメキシコ湾北部の深度403mから得られた20.3cmの雄である。種小名virensはラテン語で"緑"を意味する。

## 分布
西部大西洋の上部大陸斜面にのみ生息する。メキシコ湾ではテキサスからフロリダ・キューバ・ユカタン半島。カリブ海ではホンジュラス・ニカラグア・パナマ・ベネズエラ、おそらくブラジルまで分布する。底生で深度196-915mから記録があるが、一般には350m以深である。

## 形態

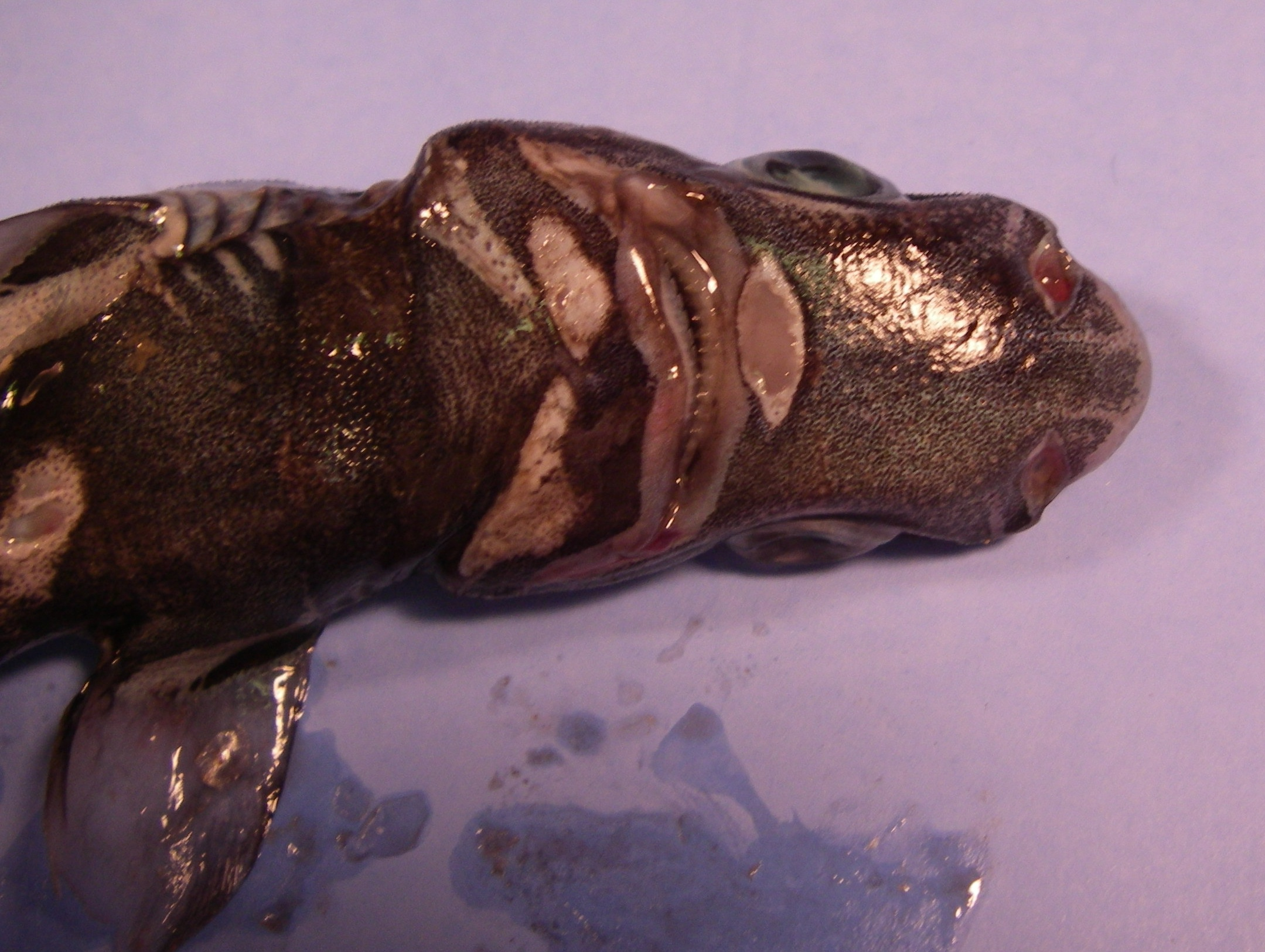
黒い模様に発光器を含む

体は細く、丸く短い吻と細長い尾がある。最大で全長26cmの個体が知られる。眼は楕円形で非常に大きい。鼻孔には短い前鼻弁がある。上顎歯列は29-34、個々の歯の尖頭は細く、3対以下の小尖頭に取り巻かれる。下顎歯列は24-32、 個々の歯は倒れた細い尖頭を持ち、基部で結合して全体で一枚の刃となる。5対の鰓裂は非常に短く、噴水孔と同じくらいの長さである。
胸鰭は幅広く丸い。第一背鰭は胸鰭の後端から始まり、前方に棘がある。第二背鰭の棘はその2倍程度の長さで、背鰭間の距離は吻から第一鰓裂までの距離と同じくらいである。臀鰭はない。尾鰭は低くて細く、下葉は目立たない。上葉は頭部と同じくらいの長さである。体側の皮歯は棘状で頑丈、隙間を開けて不規則に配列する。吻はほぼ皮歯で覆われる。背面は暗褐色から灰色、腹面と吻は黒。腹鰭の上部から後方にかけて黒い模様があり、尾にも薄い黒の模様がある。これらの黒い模様の中には、多数の発光器がある。

## 生態

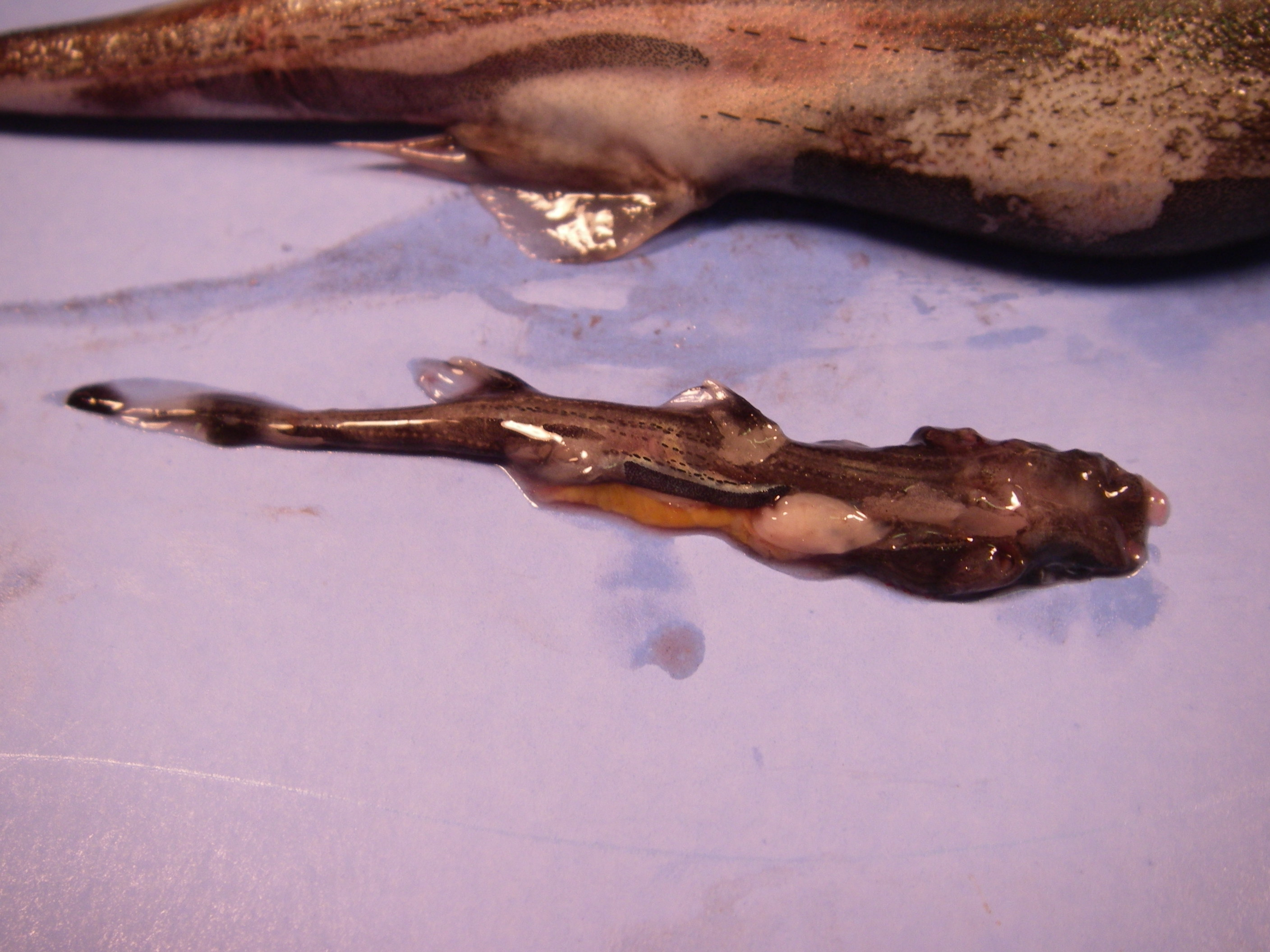
成体と仔魚

腹面の発光器を上からの光強度に同調させ、捕食者に対するカウンターイルミネーションに用いる。他の深海鮫のように、松果体上部にある黄色い点で光の強さを感じ取ることができる。散発的にしか漁獲されないが、獲れるときは大量に取れるため群れで移動すると考えられる。発光器は群れを維持するためのコミュニケーションに利用されている可能性もある。
餌は主にイカ・タコで、胃内からかなり大きな眼や嘴が発見されるため、顎はかなり広げることができると考えられる。自身より大きな獲物をどのように捕食するのかは不明だが、Stewart Springerは群れで狩りをする可能性を指摘している。他のカラスザメ類のように無胎盤性胎生で、産仔数は1-3。出生時は全長9cm、雄は18.3-23.6 cm、雌は22.0-25.7cmで性成熟する。

## 人との関連
深海漁業で比較的多く混獲されるが、小さいため価値はない。現在は特に大きな脅威はないためIUCNは保全状況を軽度懸念としている。だが他の深海鮫と同じように情報が不足しているため、漁業の拡大には警戒する必要がある。